# Todor Mitev
Todor Mitev, né le 26 mars de 1926 et mort le 17 août 2002, est un médecin et militant du mouvement libertaire bulgare.

## Biographie
Durant sa dernière année de médecine, il est identifié par la police communiste et laissé en liberté en échange de renseignements. Il avertit alors ses camarades et rédige des fiches anodines, mais au bout de quelques semaines, la police le somme d’être « efficace » sous peine d’arrestation et de liquidation.
Après plusieurs tentatives, il émigre en 1950 et se retrouve en prison en Yougoslavie avant de reprendre ses études de médecine. Il passe la frontière italienne pour se retrouver en camp à Trieste d'où il s’évade pour arriver en France et reprend ses études de médecine.
Il participe à la revue Noir et rouge qu’il marque par ses recherches. Il est notamment l'auteur d'une étude sur l’« autogestion » en Yougoslavie et d'une critique du marxisme. Il contribue ensuite avec Nikola Tanzerkov et Nicolas Trifon à la revue « Iztok » tant en bulgare qu’en français.

## Œuvre
- Xristo Botev i negovoto vreme (Khristo Botev et son époque), texte de 1954, édité par l’auteur en 1993[1],[2].